# Plebiscyt Przeglądu Sportowego 1970
36. Plebiscyt Przeglądu Sportowego na najlepszego sportowca Polski zorganizowano w 1970 roku.

## Wyniki
1. Teresa Sukniewicz - lekkoatletyka (487 488 pkt.)
2. Ryszard Szurkowski - kolarstwo (424 270)
3. Zbigniew Kaczmarek - podnoszenie ciężarów (359 575)
4. Barbara Piecha - saneczkarstwo (311 295)
5. Mieczysław Nowak - podnoszenie ciężarów (212 885)
6. Włodzimierz Lubański - piłka nożna (175 432)
7. Paweł Waloszek - żużel (156 597)
8. Henryk Szordykowski - lekkoatletyka (140 365)
9. Grzegorz Śledziewski - kajakarstwo (124 878)
10. Robert Gadocha - piłka nożna (109 141)